# خليل الشبرمي
خليل بن إبراهيم بن ناصر الشبرمي التميمي  (مواليد 1971 في سميراء) هو شاعر وأديب وأكاديمي سعودي قطري.

## حياته
ولد الشبرمي في مدينة سميراء التي تقع في منطقة حائل شمال السعودية. درس في كلية الآداب تخصص لغة عربية في جامعة الملك سعود في السعودية. وعمل في مجال التدريس عندما كان في السعودية. وقد حصل لاحقًا على الجنسية القطرية، وبناء على اتفاقيات دول الخليج في عدم ازدواج الجنسية، فقد إكتفى بالجنسية القطرية في عام 2007م، وله العديد من القصائد في مجال الغزل والمدح والرثاء والمفاخرة وغيرها.

## الشيلات
يمتاز خليل الشبرمي في فن إلقاء الشيلات، وما يميزه هو نَفَسُهُ العميق أثناء آداء الشيلة، كما أن لديه الكثير من العلم بأنواع الشيلات ويستطيع التبديل بين نبرات صوته ليواكب الشيلة ونوعها ومحتواها. كسب جمهور كبير من متذوقي الشعر، كما يتميز بالطرق القديمة في الشيلات.

## الجوائز والألقاب التي حاز عليها
- حصل على المركز الأول في برنامج شاعر المليون، وحمل البيرق، وأخذ لقب شاعر المليون.

## أهم أمسياته
أمسيته في مدينة حائل مسقط رأسه التي حضرها حوالي 20 ألف شخص والأمسية في قطر للتضامن مع أهالي غزة والأمسية في البحرين بعد لقب شاعر المليون.